# アラン・ニョム
アラン＝ロメオ・ニョム（Allan-Roméo Nyom 、1988年5月10日 - ）は、フランス・ヌイイ＝シュル＝セーヌ出身のプロサッカー選手。カメルーン代表。ヘタフェCF所属。ポジションは、ディフェンダー。

## 経歴

### ワトフォード
2015年7月14日、プレミアリーグに昇格したワトフォードFCと4年契約を結んだ。8月8日のエヴァートンFC戦で移籍後初出場。

### ウェスト・ブロムウィッチ
2016年8月31日、ウェスト・ブロムウィッチ・アルビオンFCに移籍。すぐにレギュラーを確保すると、11月22日のバーンリーFC戦では1アシストを記録し4-0の勝利に貢献した。2018年8月17日、CDレガネスにレンタル移籍。

### ヘタフェ
2019年7月24日、ヘタフェCFと契約した。

### 代表
2011年11月11日のスーダン戦でカメルーン代表デビュー。2014 FIFAワールドカップのメンバーに選ばれ、唯一の出場となったグループステージのブラジル戦でジョエル・マティプのゴールをアシストしたが、試合には1-4で敗れた。

## 代表歴

### 出場大会
- カメルーン代表
  - 2014 FIFAワールドカップ

### 試合数
- 国際Aマッチ 18試合 0得点（2011年-2019年）[9]

| カメルーン代表 | 国際Aマッチ | 国際Aマッチ |
| 年             | 出場        | 得点        |
| -------------- | ----------- | ----------- |
| 2011           | 1           | 0           |
| 2012           | 2           | 0           |
| 2013           | 2           | 0           |
| 2014           | 6           | 0           |
| 2015           | 0           | 0           |
| 2016           | 5           | 0           |
| 2017           | 0           | 0           |
| 2018           | 1           | 0           |
| 2019           | 1           | 0           |
| 通算           | 18          | 0           |

## タイトル
グラナダ
- セグンダ・ディビシオンB: 2009–10[10]